# Discografie van Luke Bryan
De Amerikaanse countryzanger en songwriter Luke Bryan heeft zeven studioalbums, vier compilatiealbums, zeven extended plays en 31 singles uitgebracht.
Bryan begon zijn carrière met de publicatie van I'll Stay Me in 2007 door Capitol Nashville, waarbij het album twee top 10-hits voortbracht in de Billboard Hot Country Songs-hitlijst: zijn debuutsingle All My Friends Say (#5) en Country Man (#10). Zijn tweede studioalbum Doin' My Thing werd uitgebracht in 2009 met de eerste single Do I, die piekte op #2 in de Hot Country Songs. Dit album produceerde ook zijn eerste twee #1-hits Rain Is a Good Thing in juli 2010 en Someone Else Calling You Baby in februari 2011.
Bryans volgende album was Tailgates & Tanlines, uitgebracht in augustus 2011. Het werd zijn eerste #1-hit in de Top Country Albums-lijst en produceerde vier top vijf hits: Country Girl (Shake It for Me) (#4), evenals de #1-hit I Don't Want This Night to End, Drunk on You en Kiss Tomorrow Goodbye. Zijn vierde studioalbum Crash My Party werd uitgebracht in augustus 2013 en werd zijn tweede countryalbum op #1 en zijn eerste #1 in de Billboard 200, die alle genres omvatte. Dit album produceerde zes extra #1 singles in het titelnummer That's My Kind of Night, Drink a Beer, Play It Again, Roller Coaster en I See You. Kill the Lights werd uitgebracht in augustus 2015 en werd Bryans derde #1 countrymuziekalbum en zijn tweede #1 in de Billboard 200. Dit album produceerde zes extra #1 singles: Kick the Dust Up, Strip It Down, Home Alone Tonight, Huntin' , Fishin' and Lovin' Every Day, Move en Fast.
Sinds 2009 heeft Bryan elk jaar in maart een uitgebreid stuk uitgebracht dat samenvalt met Spring Break en Farm Tour. In maart 2013 bracht hij het verzamelalbum Spring Break ... Here to Party uit.

## Studioalbums

### Jaren 2000
| Titel          | Details                                                                                       | Hoogste chartpositie | Hoogste chartpositie | Verkoopcijfers  | Certificaties   |
| Titel          | Details                                                                                       | US Country           | US                   | Verkoopcijfers  | Certificaties   |
| -------------- | --------------------------------------------------------------------------------------------- | -------------------- | -------------------- | --------------- | --------------- |
| I'll Stay Me   | - Publicatiedatum: 14 augustus 2007 - Label: Capitol Records Nashville - Formats: cd/download | 2                    | 24                   | - US: 561,000   | - RIAA: Goud    |
| Doin' My Thing | - Publicatiedatum: 6 oktober 2009 - Label: Capitol Nashville - Formats: cd/download           | 2                    | 6                    | - US: 1,001,000 | - RIAA: Platina |

### Jaren 2010
| Titel                                                         | Details                                                                                    | Hoogste chartpositie | Hoogste chartpositie | Hoogste chartpositie | Hoogste chartpositie | Hoogste chartpositie | Hoogste chartpositie | Hoogste chartpositie | Hoogste chartpositie | Verkoopcijfers  | Certificaties                       |
| Titel                                                         | Details                                                                                    | US Country           | US                   | CAN                  | AUS Country          | AUS                  | SWI                  | UK Country           | UK                   | Verkoopcijfers  | Certificaties                       |
| ------------------------------------------------------------- | ------------------------------------------------------------------------------------------ | -------------------- | -------------------- | -------------------- | -------------------- | -------------------- | -------------------- | -------------------- | -------------------- | --------------- | ----------------------------------- |
| Tailgates & Tanlines                                          | - Publicatiedatum: 9 augustus 2011 - Label: Capitol Nashville - Formats: cd/download       | 1                    | 2                    | 6                    | 11                   | 64                   | —                    | 7                    | —                    | - US: 2,570,700 | - RIAA: 4× Platina - MC: Platina    |
| Crash My Party                                                | - Publicatiedatum: 13 augustus 2013 - Label: Capitol Nashville - Formats: cd/download      | 1                    | 1                    | 1                    | 4                    | 19                   | —                    | 9                    | —                    | - US: 2,653,000 | - RIAA: 4× Platina - MC: 2× Platina |
| Kill the Lights                                               | - Publicatiedatum: 7 augustus 2015 - Label: Capitol Nashville - Formats: cd/download       | 1                    | 1                    | 1                    | 1                    | 4                    | 100                  | 2                    | 47                   | - US: 1,195,100 | - RIAA: 2× Platina - MC: Goud       |
| What Makes You Country                                        | - Publicatiedatum: 8 december 2017 - Label: Capitol Nashville - Formats: cd/vinyl/download | 1                    | 1                    | 5                    | 1                    | 6                    | 68                   | 2                    | —                    | - US: 363,700   | - RIAA: Goud                        |
| "—" geeft publicaties aan die zich niet plaatsten in de chart |                                                                                            |                      |                      |                      |                      |                      |                      |                      |                      |                 |                                     |

### Jaren 2020
| Born Here Live Here Die Here                                  | - Publicatiedatum: 7 augustus 2020 - Label: Capitol Nashville/Row Crop - Formats: cd/vinyl/download/streaming | 1 | 5 | 2 | 5 | 3 | - 760,300 | - RIAA: Goud |
| "—" geeft publicaties aan die zich niet plaatsten in de chart | |   |   |   |   |   |           |              |

## Compilatiealbums
| Titel                                                                     | Details                                                                               | Hoogste chartpositie | Hoogste chartpositie | Hoogste chartpositie | Verkoopcijfers             | Certificaties |
| Titel                                                                     | Details                                                                               | US Country           | US                   | CAN                  | Verkoopcijfers             | Certificaties |
| ------------------------------------------------------------------------- | ------------------------------------------------------------------------------------- | -------------------- | -------------------- | -------------------- | -------------------------- | ------------- |
| Spring Break...Here to Party                                              | - Publicatiedatum: 5 maart 2013 - Label: Capitol Nashville - Formats: cd/download     | 1                    | 1                    | 1                    | - US: 605,000              | - RIAA: Goud  |
| 4 Album Collection                                                        | - Publicatiedatum: 19 november 2013 - Label: Capitol Nashville - Formats: cd/download | 33                   | —                    | —                    |                            |               |
| Spring Break...Checkin' Out                                               | - Publicatiedatum: 10 maart 2015 - Label: Capitol Nashville - Formats: cd/download    | 1                    | 3                    | 2                    | - US: 245,800 - CAN: 9,300 |               |
| Spring Break...The Set List: The Complete Spring Break Collection ZinePak | - Publicatiedatum: 10 maart 2015 - Label: Capitol Nashville - Formats: cd/download    | 5                    | —                    | —                    | - US: 9,200                |               |
| Apple Music Essentials                                                    | - Publicatiedatum: 9 juni 2019 - Label: Capitol Nashville - Formats: Vinyl            | —                    | —                    | —                    |                            |               |
| #1’s Volume 1                                                             | - Publicatiedatum: 14 november 2020 - Label: Capitol Nashville - Formats: Vinyl       | —                    | —                    | —                    |                            |               |
| "—" geeft publicaties aan die zich niet plaatsten in de chart             |                                                                                       |                      |                      |                      |                            |               |

## Extended plays
| Luke Bryan EP                                                 | - Publicatiedatum: 31 oktober 2006 - Label: Capitol Nashville - Formats: download            | — | —  | — | — |                |
| Spring Break with All My Friends                              | - Publicatiedatum: 10 maart 2009 - Label: Capitol Nashville - Formats: download              | — | —  | — | — | - US: 144,000+ |
| Spring Break 2...Hangover Edition                             | - Publicatiedatum: 2 maart 2010 - Label: Capitol Nashville - Formats: download               | — | —  | — | — | - US: 144,000+ |
| Spring Break 3...It's a Shore Thing                           | - Publicatiedatum: 1 maart 2011 - Label: Capitol Nashville - Formats: download               | 6 | 23 | — | — | - US: 144,000+ |
| Spring Break 4...Suntan City                                  | - Publicatiedatum: March 6, 2012 - Label: Capitol Nashville - Formats: download              | 2 | 9  | — | — | - US: 144,000+ |
| Spring Break 6...Like We Ain't Ever                           | - Publicatiedatum: 11 maart 2014 - Label: Capitol Nashville - Formats: download              | 1 | 2  | 2 | — | - US: 134,000  |
| Farm Tour...Here's to the Farmer                              | - Publicatiedatum: 23 september 2016 - Label: Capitol Nashville/Row Crop - Formats: download | 1 | 4  | 9 | — | - US: 32,000   |
| "—" geeft publicaties aan die zich niet plaatsten in de chart |                                                                                              |   |    |   |   |                |

## Singles

### Jaren 2000
| Year                                                          | Single             | Hoogste chartpositie | Hoogste chartpositie | Hoogste chartpositie | Hoogste chartpositie | Certificaties      | Verkoopcijfers  | Album          |
| Year                                                          | Single             | US Hot Country       | US                   | CAN Country          | CAN                  | Certificaties      | Verkoopcijfers  | Album          |
| ------------------------------------------------------------- | ------------------ | -------------------- | -------------------- | -------------------- | -------------------- | ------------------ | --------------- | -------------- |
| 2007                                                          | All My Friends Say | 5                    | 59                   | 21                   | —                    | - RIAA: Platina    | - US: 500,000   | I'll Stay Me   |
| 2007                                                          | We Rode in Trucks  | 33                   | —                    | —                    | —                    | - RIAA: Goud       |                 | I'll Stay Me   |
| 2008                                                          | Country Man        | 10                   | 74                   | 28                   | —                    |                    |                 | I'll Stay Me   |
| 2009                                                          | Do I               | 2                    | 34                   | 4                    | 66                   | - RIAA: 3× Platina | - US: 1,755,000 | Doin' My Thing |
| "—" geeft publicaties aan die zich niet plaatsten in de chart |                    |                      |                      |                      |                      |                    |                 |                |

### 2010s
| Year | Single                                         | Hoogste chartpositie | Hoogste chartpositie | Hoogste chartpositie | Hoogste chartpositie | Hoogste chartpositie | Hoogste chartpositie | Certificaties (verkoopdrempel)      | Verkoopcijfers  | Album                        |
| Year | Single                                         | US Hot Country       | US Country Airplay   | US                   | AUS                  | CAN Country          | CAN                  | Certificaties (verkoopdrempel)      | Verkoopcijfers  | Album                        |
| ---- | ---------------------------------------------- | -------------------- | -------------------- | -------------------- | -------------------- | -------------------- | -------------------- | ----------------------------------- | --------------- | ---------------------------- |
| 2010 | Rain Is a Good Thing                           | 1                    | 1                    | 37                   | —                    | 3                    | 57                   | - RIAA: Platina - MC: Goud          | - US: 1,000,000 | Doin' My Thing               |
| 2010 | Someone Else Calling You Baby                  | 1                    | 1                    | 56                   | —                    | 4                    | 84                   | - RIAA: Platina                     | - US: 1,000,000 | Doin' My Thing               |
| 2011 | Country Girl (Shake It for Me)                 | 4                    | 4                    | 22                   | —                    | 10                   | 50                   | - RIAA: 6× Platina - MC: 2× Platina | - US: 3,660,000 | Tailgates & Tanlines         |
| 2011 | I Don't Want This Night to End                 | 1                    | 1                    | 22                   | —                    | 1                    | 48                   | - RIAA: 5× Platina - MC: Platina    | - US: 2,730,000 | Tailgates & Tanlines         |
| 2012 | Drunk on You                                   | 1                    | 1                    | 16                   | —                    | 1                    | 28                   | - RIAA: 5× Platina - MC: 2× Platina | - US: 3,040,000 | Tailgates & Tanlines         |
| 2012 | Kiss Tomorrow Goodbye                          | 3                    | 1                    | 29                   | —                    | 1                    | 46                   | - RIAA: 2× Platina - MC: Goud       | - US: 500,000   | Tailgates & Tanlines         |
| 2013 | Crash My Party                                 | 2                    | 1                    | 18                   | —                    | 1                    | 18                   | - RIAA: 4× Platina - MC: Platina    | - US: 1,593,000 | Crash My Party               |
| 2013 | That's My Kind of Night                        | 1                    | 2                    | 15                   | —                    | 2                    | 19                   | - RIAA: 5× Platina - MC: Platina    | - US: 2,492,000 | Crash My Party               |
| 2013 | Drink a Beer                                   | 1                    | 1                    | 31                   | —                    | 1                    | 34                   | - RIAA: 3× Platina - MC: Goud       | - US: 1,447,000 | Crash My Party               |
| 2014 | Play It Again                                  | 1                    | 1                    | 14                   | —                    | 1                    | 20                   | - RIAA: 6× Platina - MC: Goud       | - US: 2,493,000 | Crash My Party               |
| 2014 | Roller Coaster                                 | 5                    | 1                    | 43                   | —                    | 1                    | 56                   | - RIAA: 2× Platina                  | - US: 583,000   | Crash My Party               |
| 2014 | I See You                                      | 1                    | 1                    | 41                   | —                    | 1                    | 51                   | - RIAA: Platina                     | - US: 581,000   | Crash My Party               |
| 2015 | Kick the Dust Up                               | 1                    | 1                    | 26                   | 98                   | 1                    | 15                   | - RIAA: 3× Platina                  | - US: 1,090,000 | Kill the Lights              |
| 2015 | Strip It Down                                  | 1                    | 1                    | 30                   | —                    | 1                    | 48                   | - RIAA: 2× Platina - MC: Goud       | - US: 779,000   | Kill the Lights              |
| 2015 | Home Alone Tonight (featuring Karen Fairchild) | 3                    | 1                    | 38                   | —                    | 1                    | 55                   | - RIAA: Platina - MC: Goud          | - US: 441,000   | Kill the Lights              |
| 2016 | Huntin', Fishin' and Lovin' Every Day          | 2                    | 1                    | 37                   | —                    | 1                    | 51                   | - RIAA: 2× Platina - MC: Platina    | - US: 504,000   | Kill the Lights              |
| 2016 | Move                                           | 5                    | 1                    | 50                   | —                    | 1                    | 82                   | - RIAA: Platina - MC: Goud          | - US: 254,000   | Kill the Lights              |
| 2016 | Fast                                           | 5                    | 1                    | 58                   | —                    | 1                    | 91                   | - RIAA: Goud                        | - US: 172,000   | Kill the Lights              |
| 2017 | Light It Up                                    | 4                    | 1                    | 57                   | —                    | 3                    | 96                   | - RIAA: Platina - MC: Platina       | - US: 164,000   | What Makes You Country       |
| 2018 | Most People Are Good                           | 4                    | 1                    | 43                   | —                    | 1                    | 70                   | - RIAA: Platina - MC: Platina       | - US: 309,000   | What Makes You Country       |
| 2018 | Sunrise, Sunburn, Sunset                       | 4                    | 1                    | 35                   | —                    | 2                    | 52                   | - RIAA: Platina - MC: Platina       | - US: 136,000   | What Makes You Country       |
| 2018 | What Makes You Country                         | 7                    | 2                    | 54                   | —                    | 1                    | 80                   | - RIAA: Goud                        | - US: 102,000   | What Makes You Country       |
| 2019 | Knockin' Boots                                 | 2                    | 1                    | 31                   | [ 49 ]               | 2                    | 30                   | - RIAA: Platina - MC: 4× Platina    | - US: 243,000   | Born Here Live Here Die Here |
| 2019 | What She Wants Tonight                         | 6                    | 1                    | 46                   | [ 51 ]               | 2                    | 91                   | - RIAA: Goud - MC: Goud             | - US: 51,000    | Born Here Live Here Die Here |

### Jaren 2020
| Jaar | Single        | Hoogste chartpositie | Hoogste chartpositie | Hoogste chartpositie | Hoogste chartpositie | Hoogste chartpositie | Verkoopcijfers             | Album                        |
| Jaar | Single        | US Hot Country       | US Country Airplay   | US                   | CAN Country          | CAN                  | Verkoopcijfers             | Album                        |
| ---- | ------------- | -------------------- | -------------------- | -------------------- | -------------------- | -------------------- | -------------------------- | ---------------------------- |
| 2020 | One Margarita | 2                    | 1                    | 19                   | 1                    | 29                   | - RIAA: Goud - MC: Platina | Born Here Live Here Die Here |
| 2020 | Down to One   | 27                   | 15                   | —                    | 28                   | [ 54 ]               |                            | Born Here Live Here Die Here |

### Gastsingles
| Year                                                          | Single              | Artiest                                            | Hoogste chartpositie | Hoogste chartpositie | Hoogste chartpositie | Hoogste chartpositie | Hoogste chartpositie | Hoogste chartpositie | Hoogste chartpositie | Certificaties (verkoopdrempel) | Album                                          |
| Year                                                          | Single              | Artiest                                            | US Hot Country       | US Country Airplay   | US                   | CAN Country          | CAN                  | AUS                  | SCO                  | Certificaties (verkoopdrempel) | Album                                          |
| ------------------------------------------------------------- | ------------------- | -------------------------------------------------- | -------------------- | -------------------- | -------------------- | -------------------- | -------------------- | -------------------- | -------------------- | ------------------------------ | ---------------------------------------------- |
| 2012                                                          | The Only Way I Know | Jason Aldean (met Eric Church)                     | 5                    | 1                    | 40                   | 2                    | 53                   | —                    | —                    | - RIAA: Platina - MC: Goud     | Night Train                                    |
| 2014                                                          | This Is How We Roll | Florida Georgia Line                               | 1                    | 2                    | 16                   | 2                    | 20                   | —                    | —                    | - RIAA: 3× Platina             | Here's to the Good Times...This Is How We Roll |
| 2016                                                          | Forever Country     | Artists of Then, Now & Forever                     | 1                    | 32                   | 21                   | 39                   | 25                   | 26                   | 29                   | - RIAA: Goud                   |                                                |
| 2018                                                          | Straight to Hell    | Darius Rucker (met Jason Aldean en Charles Kelley) | —                    | 40                   | —                    | —                    | —                    | —                    | —                    |                                | When Was the Last Time                         |
| "—" geeft publicaties aan die zich niet plaatsten in de chart |                     |                                                    |                      |                      |                      |                      |                      |                      |                      |                                |                                                |

### Andere geplaatste songs
| Jaar                                                          | Single                                 | Hoogste chartpositie | Hoogste chartpositie | Hoogste chartpositie | Hoogste chartpositie | Hoogste chartpositie | Certificaties | Album                                        |
| Jaar                                                          | Single                                 | US Hot Country       | US Country Airplay   | US                   | CAN Country          | CAN                  | Certificaties | Album                                        |
| ------------------------------------------------------------- | -------------------------------------- | -------------------- | -------------------- | -------------------- | -------------------- | -------------------- | ------------- | -------------------------------------------- |
| 2008                                                          | Run Run Rudolph                        | —                    | 42                   | —                    | —                    | —                    |               | Country for Christmas                        |
| 2009                                                          | Drinkin' Beer & Wasting Bullets        | —                    | —                    | —                    | —                    | —                    | - RIAA: Goud  | Doin' My Thing                               |
| 2010                                                          | Wild Weekend                           | —                    | —                    | [ 55 ]               | —                    | —                    |               | Spring Break 2... Hangover Edition           |
| 2013                                                          | Buzzkill                               | 20                   | 59                   | 74                   | —                    | 63                   |               | Spring Break… Here to Party                  |
| 2013                                                          | Just a Sip                             | 37                   | —                    | [ 55 ]               | —                    | —                    |               | Spring Break… Here to Party                  |
| 2013                                                          | In Love with the Girl                  | 40                   | —                    | —                    | —                    | —                    |               | Spring Break… Here to Party                  |
| 2013                                                          | Suntan City                            | 43                   | —                    | —                    | —                    | —                    |               | Spring Break… Here to Party                  |
| 2013                                                          | If You Ain't Here to Party             | 44                   | —                    | —                    | —                    | —                    |               | Spring Break… Here to Party                  |
| 2013                                                          | Take My Drunk Ass Home                 | 49                   | —                    | —                    | —                    | —                    |               | Spring Break… Here to Party                  |
| 2013                                                          | Dirt Road Diary                        | 32                   | —                    | [ 55 ]               | —                    | —                    |               | Crash My Party                               |
| 2013                                                          | Beer in the Headlights                 | 45                   | —                    | —                    | —                    | —                    |               | Crash My Party                               |
| 2014                                                          | Hairy Christmas (met Willie Robertson) | 49                   | 45                   | —                    | —                    | —                    |               | Duck the Halls: A Robertson Family Christmas |
| 2014                                                          | Good Lookin' Girl                      | 31                   | —                    | —                    | —                    | [ 54 ]               |               | Spring Break 6… Like We Ain't Ever           |
| 2014                                                          | She Get Me High                        | 33                   | —                    | —                    | —                    | —                    |               | Spring Break 6… Like We Ain't Ever           |
| 2014                                                          | Like We Ain't Ever                     | 37                   | —                    | —                    | —                    | 52                   |               | Spring Break 6… Like We Ain't Ever           |
| 2015                                                          | Games                                  | 21                   | 20                   | 92                   | 32                   | 46                   | - RIAA: Goud  | Spring Break… Checkin' Out                   |
| 2015                                                          | Spring Breakdown                       | 33                   | —                    | [ 55 ]               | —                    | [ 54 ]               |               | Spring Break… Checkin' Out                   |
| 2015                                                          | You and the Beach                      | 39                   | —                    | —                    | —                    | —                    |               | Spring Break… Checkin' Out                   |
| 2015                                                          | My Ol' Bronco                          | 44                   | —                    | —                    | —                    | [ 54 ]               |               | Spring Break… Checkin' Out                   |
| 2015                                                          | Kill the Lights                        | 35                   | —                    | —                    | —                    | —                    |               | Kill the Lights                              |
| 2015                                                          | To The Moon and Back                   | 37                   | —                    | —                    | —                    | —                    |               | Kill the Lights                              |
| 2015                                                          | Way Way Back                           | 42                   | —                    | —                    | —                    | —                    |               | Kill the Lights                              |
| 2016                                                          | Here's to the Farmer                   | 33                   | —                    | —                    | —                    | —                    |               | Farm Tour... Here's to the Farmer            |
| 2016                                                          | Love Me in a Field                     | 41                   | —                    | —                    | —                    | [ 54 ]               |               | Farm Tour... Here's to the Farmer            |
| 2017                                                          | O Holy Night                           | —                    | 58                   | —                    | —                    | —                    |               |                                              |
| 2020                                                          | Born Here Live Here Die Here           | [ 56 ]               | —                    | —                    | —                    | —                    |               | Born Here Live Here Die Here                 |
| 2020                                                          | Build Me A Daddy                       | 35                   | —                    | —                    | —                    | [ 54 ]               |               | Born Here Live Here Die Here                 |
| "—" geeft publicaties aan die zich niet plaatsten in de chart |                                        |                      |                      |                      |                      |                      |               |                                              |

## Muziekvideo's
| Jaar | Video                                                                           | Regisseur                    |
| ---- | ------------------------------------------------------------------------------- | ---------------------------- |
| 2007 | All My Friends Say                                                              | Shaun Silva                  |
| 2007 | We Rode in Trucks                                                               | Shaun Silva                  |
| 2008 | Country Man                                                                     | Luke Bryan                   |
| 2008 | Run Run Rudolph                                                                 |                              |
| 2009 | Do I                                                                            | Shaun Silva                  |
| 2010 | Rain Is a Good Thing                                                            | Shaun Silva                  |
| 2011 | Take My Drunk Ass Home                                                          |                              |
| 2011 | It's a Shore Thing                                                              | Potsy Ponciroli              |
| 2011 | Country Girl (Shake It for Me)                                                  | Shaun Silva                  |
| 2011 | If You Ain't Here to Party                                                      | Michael Monaco               |
| 2011 | I Don't Want This Night to End                                                  | Shaun Silva                  |
| 2012 | Suntan City                                                                     | Michael Monaco               |
| 2012 | Drunk on You                                                                    | Shaun Silva                  |
| 2012 | Kiss Tomorrow Goodbye                                                           | Shaun Silva                  |
| 2012 | The Only Way I Know (live; met Jason Aldean en Eric Church)                     | Paul Miller                  |
| 2013 | Buzzkill                                                                        | Michael Monaco               |
| 2013 | Crash My Party                                                                  | Shaun Silva                  |
| 2013 | That's My Kind of Night (live)                                                  | Michael Monaco               |
| 2013 | That's My Kind of Night                                                         | Shaun Silva                  |
| 2013 | Drink a Beer (live)                                                             | Paul Miller                  |
| 2014 | This Is How We Roll (metFlorida Georgia Line)                                   | Marc Klasfeld                |
| 2014 | She Get Me High                                                                 | Michael Monaco               |
| 2014 | Play It Again                                                                   | Michael Monaco               |
| 2014 | Roller Coaster                                                                  | Michael Monaco               |
| 2015 | Spring Breakdown                                                                | Michael Monaco               |
| 2015 | Kick the Dust Up (live)                                                         | Joe DeMaio                   |
| 2015 | Strip It Down                                                                   | Shaun Silva                  |
| 2016 | Huntin', Fishin' and Lovin' Every Day                                           | Michael Monaco, Hunter Jobes |
| 2016 | Here's to the Farmer                                                            | Michael Monaco               |
| 2016 | Move                                                                            | Shane Drake                  |
| 2016 | Forever Country (te midden van artiesten van Then, Now & Forever)               | Joseph Kahn                  |
| 2016 | I Do All My Dreamin' There                                                      | Roger Pistole                |
| 2017 | Fast                                                                            | Michael Monaco               |
| 2017 | Light It Up                                                                     | Michael Monaco               |
| 2018 | Most People Are Good                                                            | Wes Edwards                  |
| 2018 | Straight to Hell (Darius Rucker met Jason Aldean, Luke Bryan en Charles Kelley) | TK McKamy                    |
| 2018 | Sunrise, Sunburn, Sunset                                                        | Michael Monaco               |
| 2018 | What Makes You Country                                                          | Michael Monaco               |
| 2019 | Knockin' Boots                                                                  | Isaac Rentz                  |
| 2019 | What She Wants Tonight                                                          | Michael Monaco               |
| 2020 | One Margarita                                                                   | Michael Monaco               |
| 2020 | Build Me A Daddy                                                                |                              |
| 2020 | Born Here Live Here Die Here                                                    |                              |